# Kassel Hauptbahnhof
Kassel Hauptbahnhof ist ein im westlichen Zentrum der nordhessischen Stadt Kassel befindlicher Kopfbahnhof. Fernverkehrszüge verkehren nicht über Kassel Hauptbahnhof, sondern über den 4 km weiter westlich liegenden Bahnhof Kassel-Wilhelmshöhe.

## Geschichte

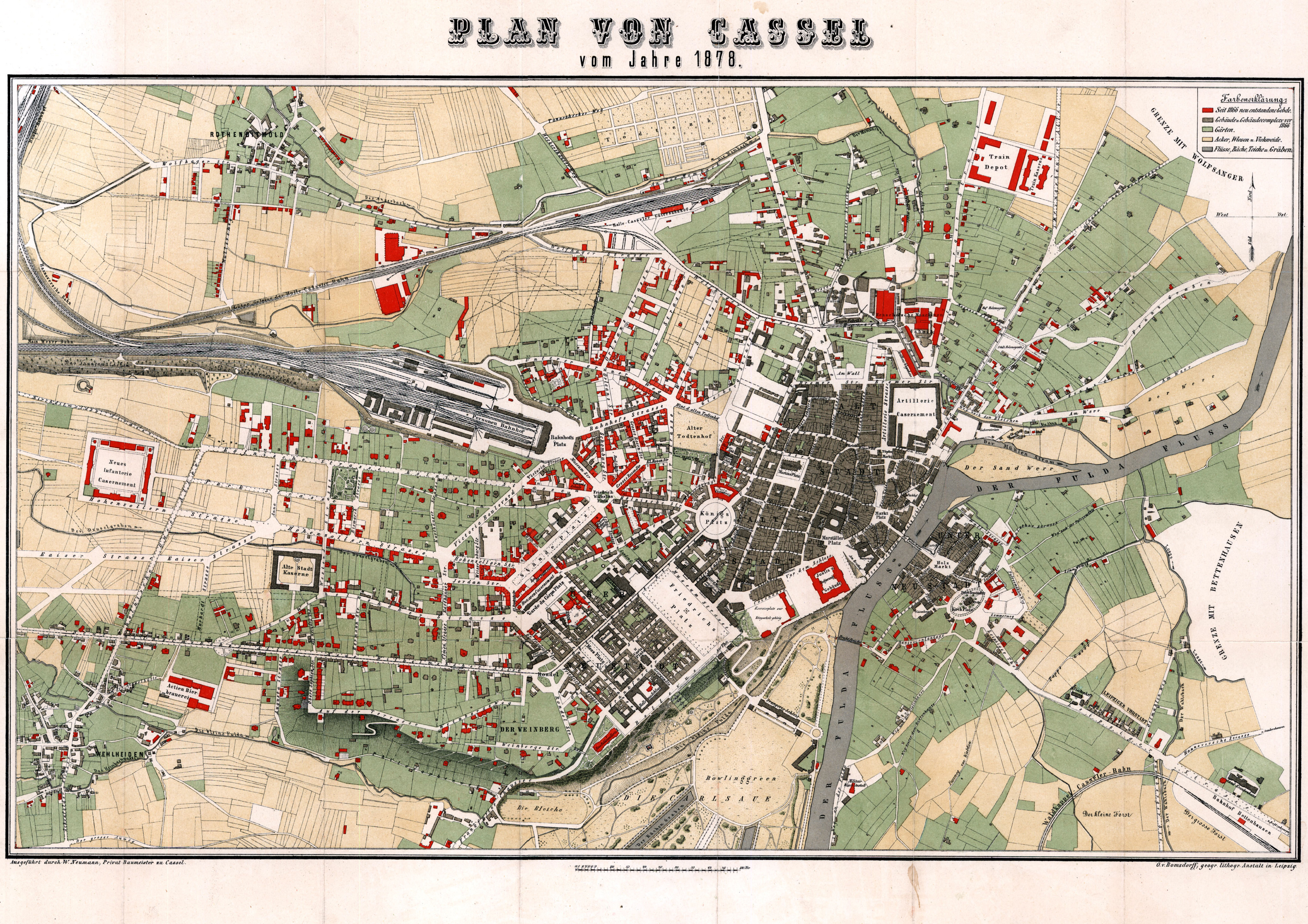
Bahnhof und Gleise auf dem Stadtplan von 1878

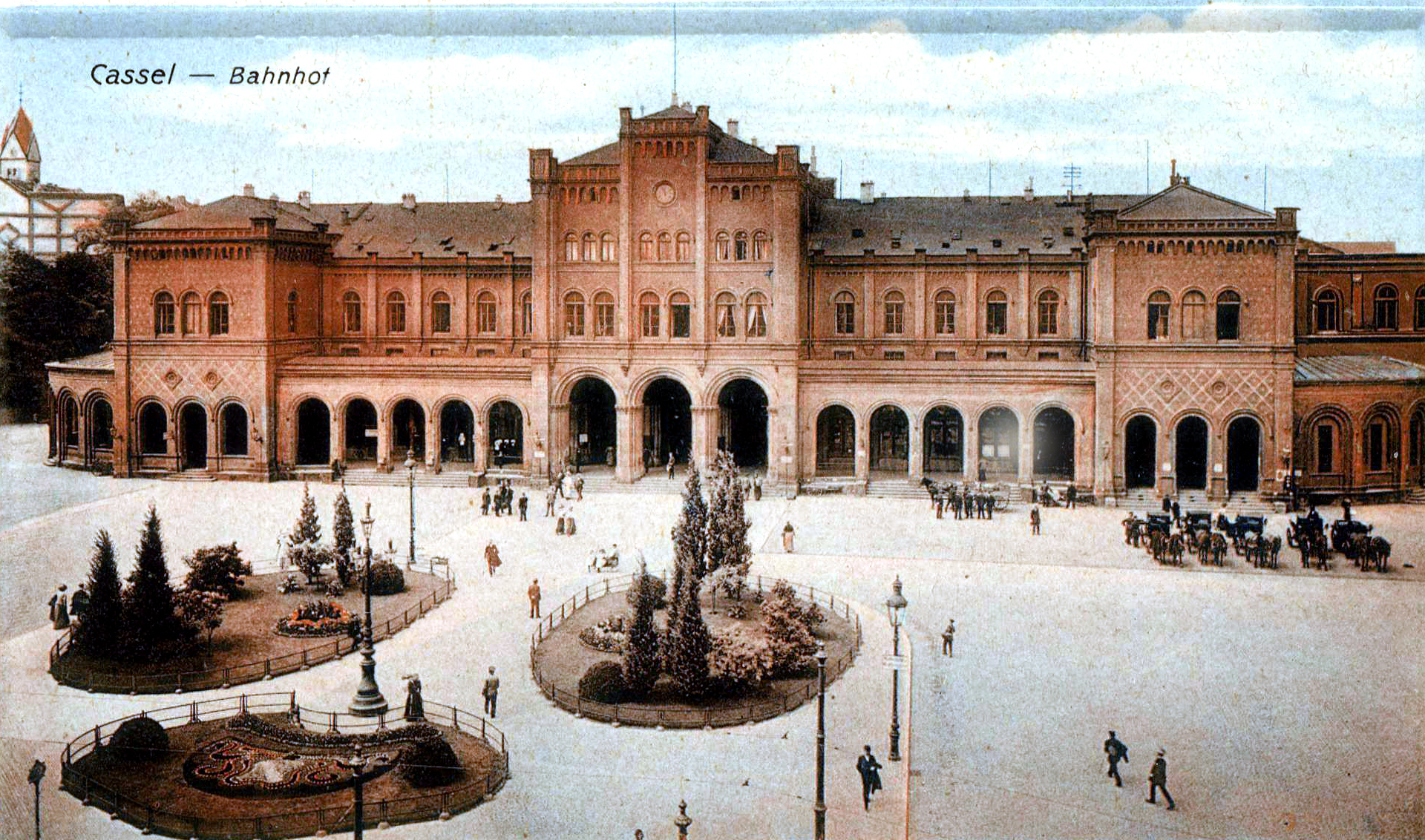
Die (mittlerweile überbaute) Fassade auf einer kolorierten Postkarte aus der Jahrhundertwende

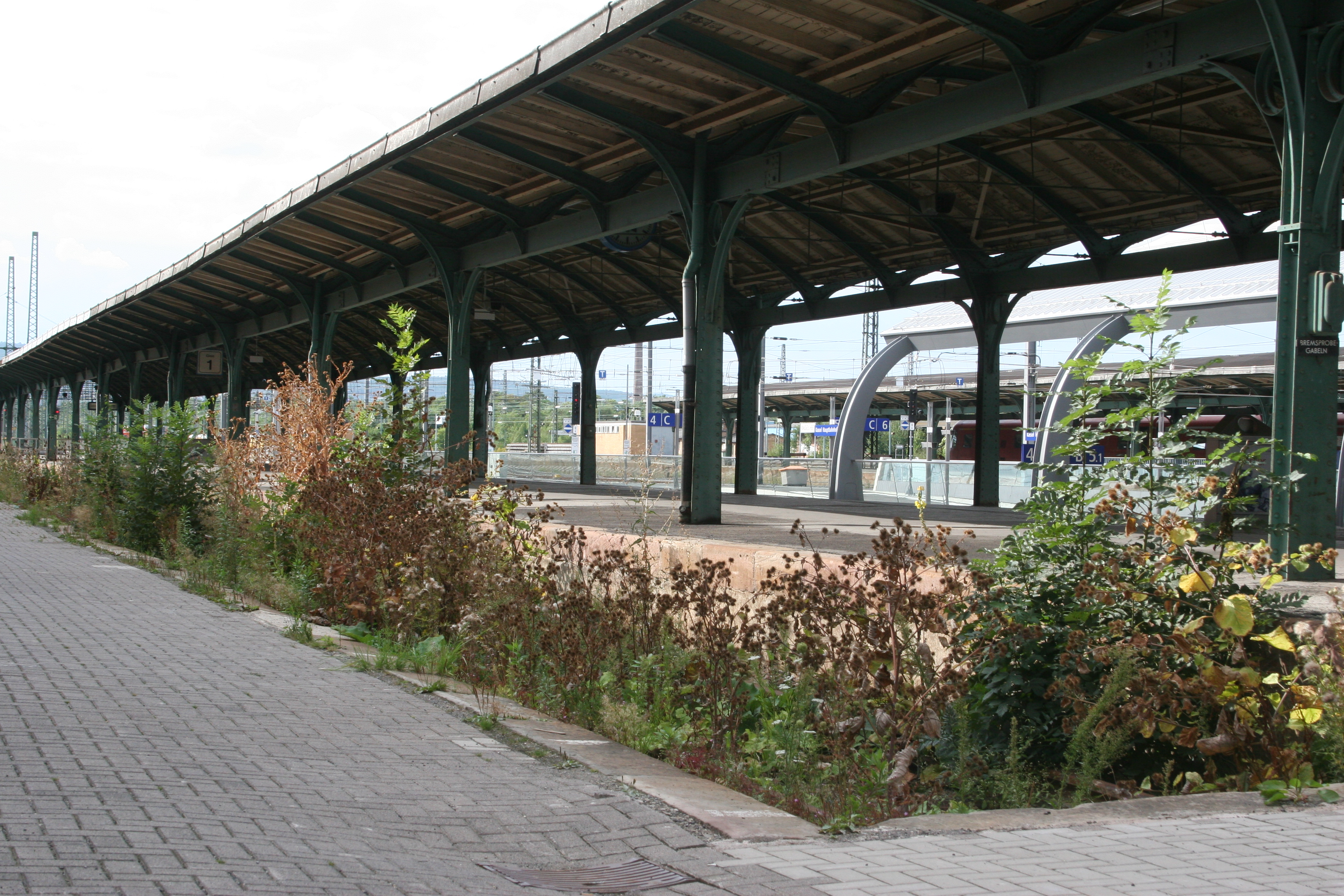
Ehemaliges Bahnsteiggleis 1 mit dem dX-Beitrag „Das über Pflanzen ist eins mit ihnen“ von Lois Weinberger

Der Bahnhof wurde zwischen 1851 und 1856 nach Entwürfen des kurhessischen Oberbaumeisters Gottlob Engelhard im Stil des romantischen Klassizismus für die Friedrich-Wilhelms-Nordbahn (Strecken nach Warburg und Baunatal/Gerstungen), die Hannöversche Südbahn (nach Hann. Münden) sowie die Main-Weser-Bahn (nach Frankfurt am Main) gebaut. Vorbild war der Bahnhof von München. Die Anlage wurde Anfang des 20. Jahrhunderts durch Um- und Ausbauten erweitert.
Im Zweiten Weltkrieg wurde das Bahnhofsgebäude durch die Luftangriffe auf Kassel stark beschädigt. Von 1952 bis 1960 erfolgte ein moderner Wiederaufbau unter Beibehaltung der historischen Substanz auf der Bahnsteigseite nach Plänen von Friedrich Bätjer. Von 1968 bis 2005 verkehrte die Kasseler Straßenbahn unterirdisch als U-Straßenbahn am U-Bahnhof Hauptbahnhof.

### Fernverkehr
Bis zum Zweiten Weltkrieg war der Kasseler Hauptbahnhof ein bedeutender nationaler wie regionaler Knotenpunkt des vor allem in Ost-West-Richtung orientierten Eisenbahnverkehrs. Infolge der Deutschen Teilung lag er jedoch nahe der innerdeutschen Grenze abseits der nunmehr hauptsächlich über die Nord-Süd-Strecke von Hannover über Göttingen nach Bebra verlaufenden Relationen im Schienenpersonenfernverkehr.
Deshalb wurde seine Bauform als Kopfbahnhof betrieblich lange Zeit als unbefriedigend betrachtet und es entstanden immer wieder Umbaupläne, welche auch die Zuführungsstrecken betrafen. Hohe Kosten, die Bauzeit und eine vermutete schlechte Durchsetzbarkeit führten dazu, dass Vorschläge für einen unterirdischen Durchgangsbahnhof unter dem oberirdischen Kopfbahnhof letztendlich zu Gunsten des peripheren Bahnhofs Kassel-Wilhelmshöhe verworfen wurden.
Im Zuge des Baus der Schnellfahrstrecke Hannover–Würzburg für den Hochgeschwindigkeitsverkehr in den 1980er Jahren wurde der Wilhelmshöher Bahnhof  zum neuen Fernbahnhof der Stadt, wodurch der Hauptbahnhof ab 1991 seine bisherige Bedeutung verlor. Bis 2012 wurde er noch vereinzelt von beginnenden oder endenden Fernverkehrszügen angefahren.

### Kulturbahnhof
Im Jahre 1995 wurde der Hauptbahnhof grundlegend saniert und als „Kulturbahnhof“ konzipiert. So entstanden neben Kunstgalerien, Kasseler Architekturzentrum im Kulturbahnhof (KAZimKuBa) und Gastronomie die „Caricatura“ als Museum für komische Kunst und mit der Wiedereröffnung der BAhnhofsLIchtspiele zwei Programmkinos. Darüber hinaus hat das Medienprojektzentrum Offener Kanal Kassel sein Studio in dem Gebäude. Zur documenta X (1997) entstanden durch den Umbau neue Räume des Südflügels als Ausstellungsflächen, die als Tagungszentrum und die freie Kunstszene genutzt werden sowie der Louis-Spohr-Gesellschaft seit 2009 nach erneutem Umbau als Museumsort dienen. Im Bereich der Franz-Ulrich-Straße hat sich in der alten Betriebsanlage der Deutschen Bundesbahn mit der Nachrichtenmeisterei eine junge Gründungsszene zu etablieren begonnen.

### Ehemaliger Güterbahnhof
Auf der Nordseite des Bahnhofsgeländes befand sich der Güterbahnhof, der 2014 abgerissen wurde, nachdem die Stadt die Fläche im September 2013 von der Deutschen Bahn AG erworben hatte. Auf dem 60 000 m² großen Gelände entsteht seitdem ein Gewerbegebiet. Rund 32 000 m² davon beherbergen das Fraunhofer-Institut für Energiewirtschaft und Energiesystemtechnik (IEE), welches nach einer Bauzeit von rund fünf Jahren 2022 fertiggestellt wurde.

### Vorplatz
Die Umnutzung des Hauptbahnhofs zur Kulturstätte wurde als „weltweites Projekt“ der EXPO 2000 anerkannt. Auf dem Vorplatz steht das von der Stadt Kassel angekaufte Kunstwerk „Man walking to the sky“ von Jonathan Borofsky; es war ein Exponat der documenta IX. Der heutige Rainer-Dierichs-Platz (ursprünglich Bahnhofsplatz) wurde nach zwei ausgeschriebenen städtebaulichen Wettbewerben und dem aufwendigen Tiefanschluss für das RegioTram-System 2006 bis zum Jahr 2009 neu gestaltet und trägt seither eine grüne Plateaufläche, die zum Bahnhofsviertel hin durch Betonformstufen absteigt.

### Südflügel und Halle
Der Bereich des Gleisfeldes am Südflügel ist seit dem Jahr 1997 durch das Kunstwerk "Das über Pflanzen – ist eins mit ihnen" von Lois Weinberger als Sukzessionsfläche gesichert. Es verdeutlicht, dass aus Bestehendem neues Leben gedeihen kann, wenn man es nur achtet. Es war ursprünglich das Gleis für die Gepäck- und Posttransportzüge (Gleis 1). In der Zeit des Nationalsozialismus gingen von hier die Deportationen Kasseler Bürger in die Arbeits- und Konzentrationslager. Gegenüber befand sich bis vor wenigen Jahren die Betriebsküche der Deutschen Bundesbahn.
Im Bereich des Querbahnsteiges befindet sich ein Gepäckwagenanhänger eines Geschichts-Erinnerungs-Projektes, bei dem kleine Steine – mit dem Namen eines jüdischen Mitbürgers versehen – in Metallkisten gesammelt wurden und der Mahnung an Deportation und Vernichtung dienen. Dieses Projekt wurde von Schülerinnen und Schülern Kasseler Schulen gemeinsam erarbeitet. In den späten 1990er Jahren hatte hier das Traumtänzer Varieté-Festival stattgefunden, das vom Hessischen Rundfunk übertragen wurde und später noch einmal in der Hammerschmiede der alten Henschelei in Rothenditmold stattfand.

### RegioTram
Am 1. September 2004 begannen im Hauptbahnhof mit einem symbolischen Akt die Bauarbeiten für die RegioTram nach dem Karlsruher Modell. Der 1962 eröffnete zweigleisige Straßenbahn-Tunnelabschnitt unter dem Hauptbahnhof mit der gleichnamigen Haltestelle wurde im Frühjahr 2005 stillgelegt. Im Hauptbahnhof wurden die bisherigen Gleise 4 und 5 abgebaut, um dort die drei nunmehr in der Neigung liegenden Bahnsteiggleise zu errichten. Das Gleis 6 des Hauptbahnhofs wurde ebenfalls der RegioTram zugeordnet und an die Rampe mit den neuen Bahnsteigen angeschwenkt. Östlich der Systemwechselstelle gelegen, wird dieses Gleis nur noch von den Zügen der RegioTram befahren, wobei die alte Bahnsteigkante im Regelfall ungenutzt bleibt. Zwischen den Gleisen 4 und 5 wurde eine mit Gleichstromfahrleitung überspannte oberirdische Kehranlage eingerichtet. Die Züge der Linie RT 4 aus Wolfhagen fahren seit Mitte August 2007 durch diesen 170 m langen Tunnel. Im Dezember 2007 wurde der volle Betrieb mit vier Linien (RT 3, 4, 5 und 9) aufgenommen.
Die RegioTram-Haltestelle Hauptbahnhof ist dreigleisig mit zwei Mittelbahnsteigen und 110 m lang. Sie weist Steigungen zwischen 35 und 37 Promille auf. Auf dem Gleis 5 ist der Fahrgastwechsel auf beiden Seiten möglich.

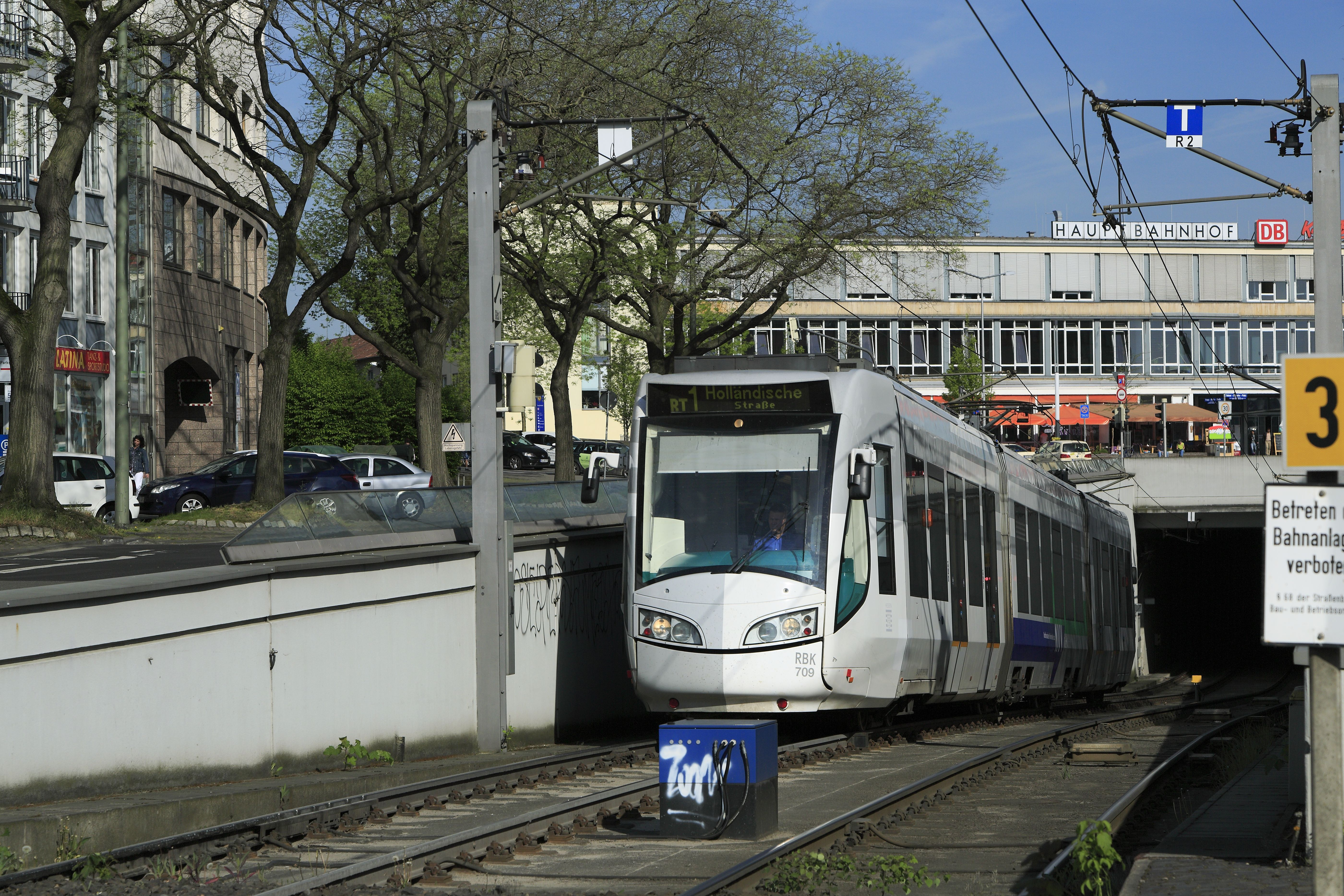
Ein RegioTram-Zug der Linie RT 1 verlässt den Tunnel unter dem Kopfbau über die Ostrampe.
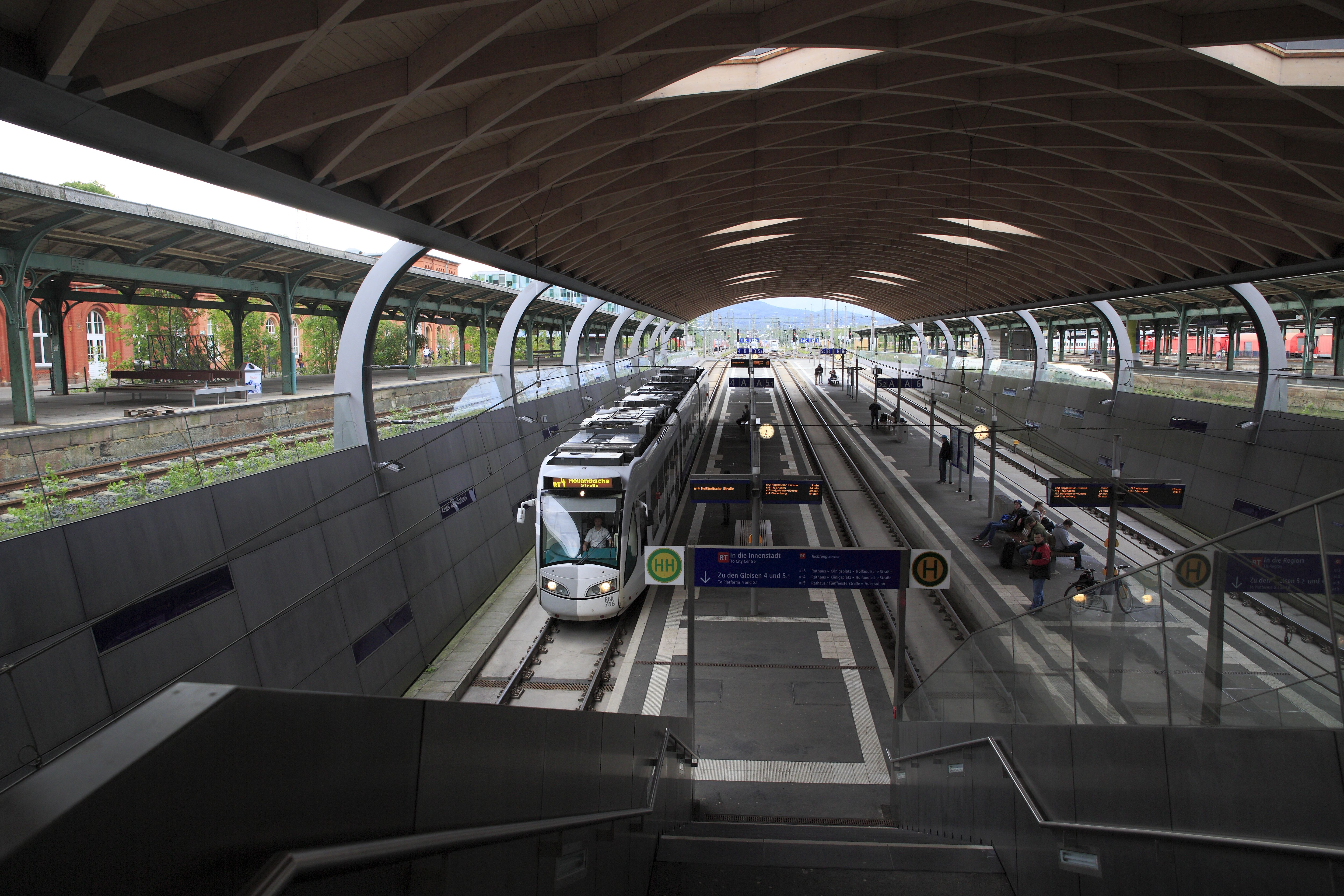
Bahnsteige der RegioTram
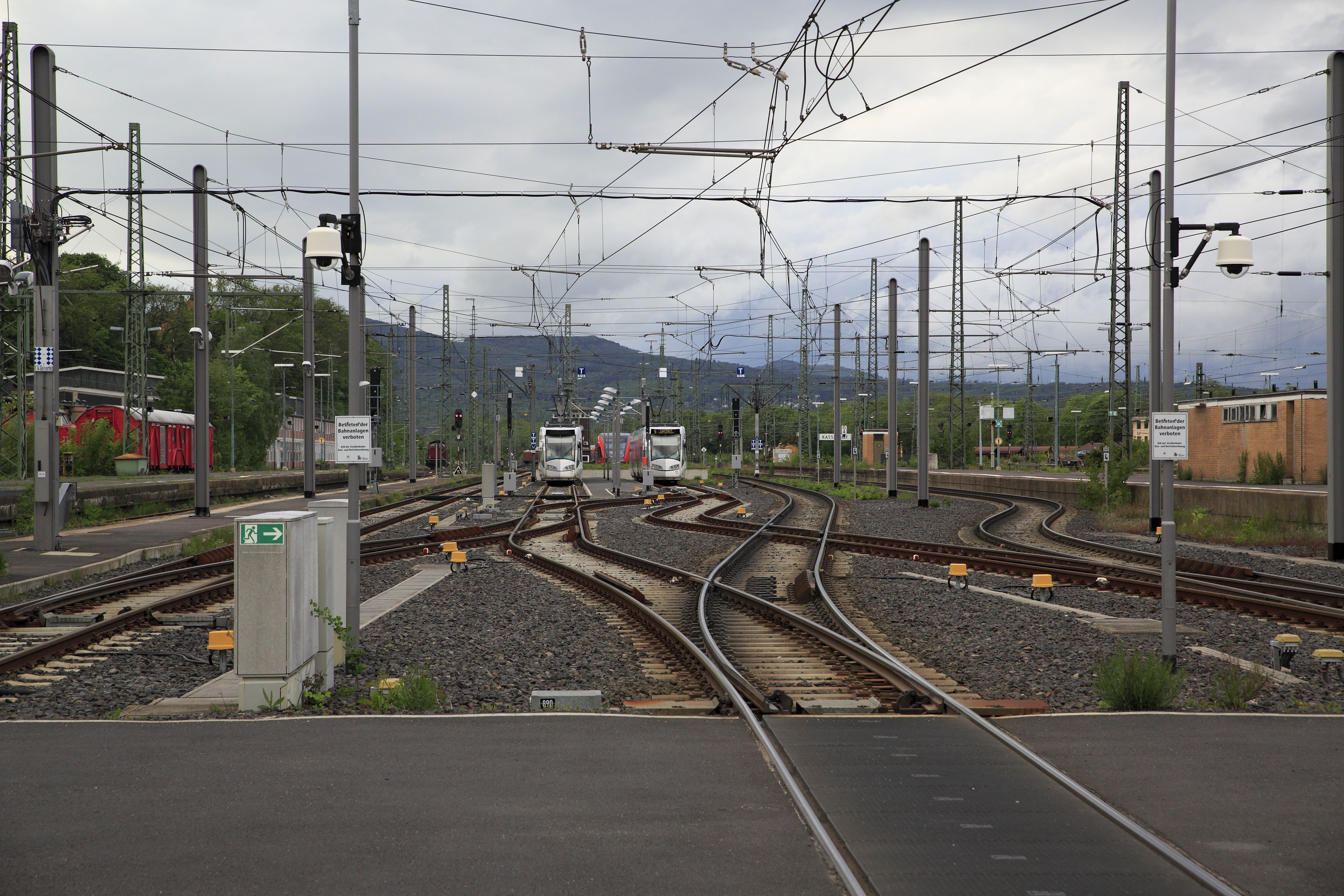
Regiotram-Kehranlage zwischen den Gleisen 4 und 5

## Gebäude und städtebauliche Anbindung

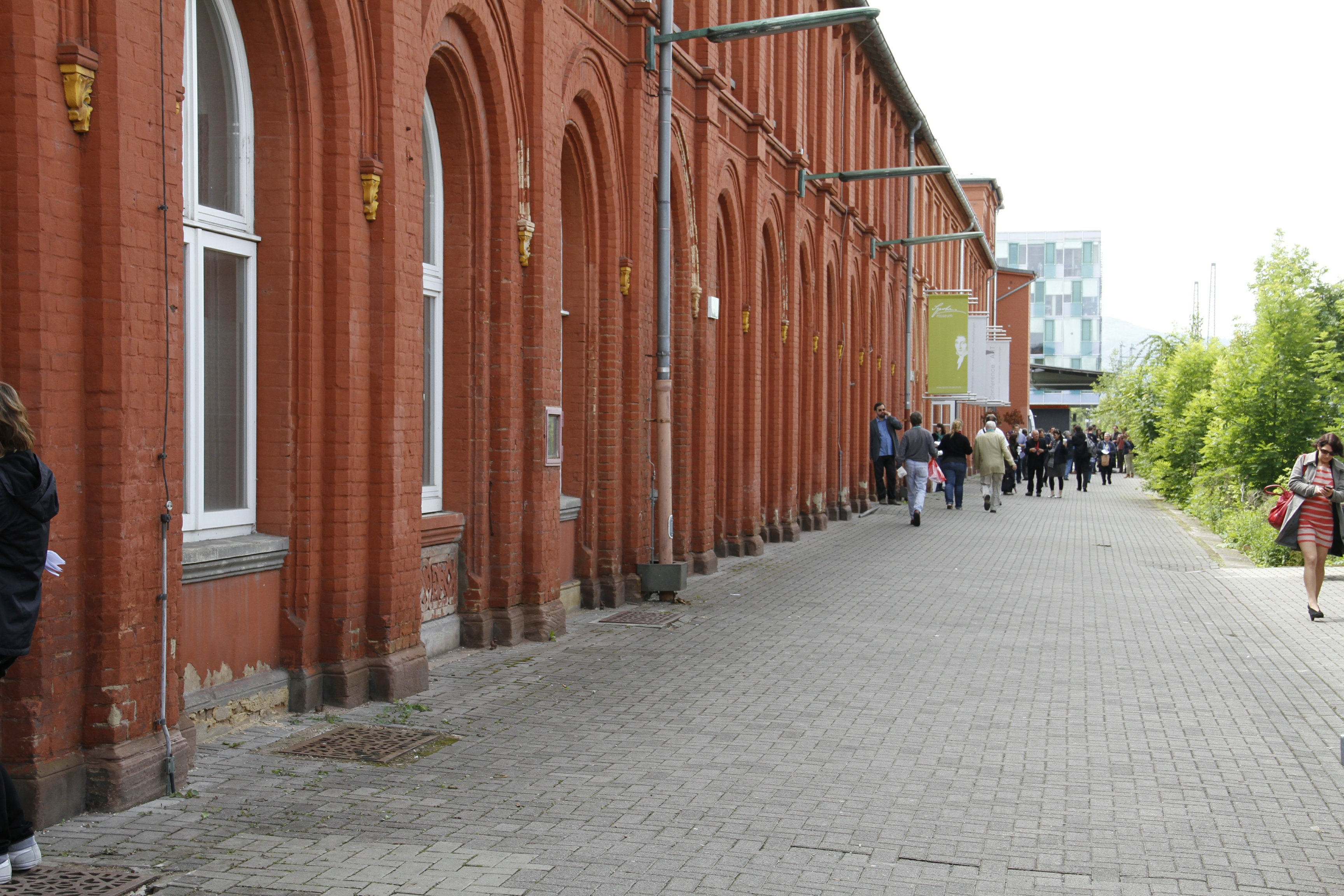
Südflügel: Veranstaltungsort der dOCUMENTA (13) im Jahr 2012

Das ursprüngliche Gebäude wurde 1854–57 durch den Landbaumeister August Eggena (1809–1887) nach einer Vorlage von Gottlob Engelhard errichtet, wurde aber im Zweiten Weltkrieg schwer getroffen. Ab 1949 beschäftigte sich der Reichsbahnbaurat Friedrich Bätjer mit einem Wiederaufbau. Er erlebte die Fertigstellung seines Werks nicht mehr, da er an Spätfolgen seiner Kriegsverletzung starb. Ungewöhnlich für jene Zeit war die Entscheidung, die Bahnsteigseite zu rekonstruieren, die zur Stadt hin gewandte Seite jedoch vollkommen neu zu errichten. Ein Grund könnte die städtebauliche Anbindung gewesen sein, da etwa auch das angrenzende Hotel Reiss neu gebaut wurde. Das Bahnhofs-Restaurant wurde von Arnold Bode und Paul Bode entworfen.
Seit 1953 ist der Bahnhof durch die neu angelegte Fußgängerzone „Treppenstraße“ (in Verlängerung der Kurfürstenstraße) direkt mit dem Stadtzentrum verbunden.
Später wurden die filigranen Fenster mit Stahlrahmen durch dickwandige Kunststofffenster getauscht, so dass die Wirkung des ansonsten gut erhaltenen Gebäudes verfälscht wird.
Die letzte große Baumaßnahme war die Stilllegung des in den 1960er Jahren gebauten Tiefbahnhofs für die Straßenbahn und die unterirdische Durchbindung der RegioTram.

## Anbindung

### Fernverkehr
Der Kasseler Hauptbahnhof hat seine Fernverkehrsanbindung nach dem Bau des Bahnhofs Kassel-Wilhelmshöhe im Jahr 1991 verloren. Danach diente der Bahnhof zeitweise nur für wenige Züge des Fernverkehrs als Endstation und Abstellbahnhof über Nacht; seit dem Fahrplanjahr 2013/14 gab es jedoch keinen planmäßigen Fernverkehr im Kasseler Hauptbahnhof mehr.

### Regionalverkehr
DB Regio sowie die HLB fahren ca. alle zwei Stunden nach Frankfurt über Gießen, hinzu kommen einzelne Fahrten der DB-Tochter Kurhessenbahn nach Bad Wildungen und Schwalmstadt-Treysa. In Richtung Göttingen über Eichenberg und Fulda über Bebra verkehren im Stundentakt Züge der Cantus Verkehrsgesellschaft.
Der Hauptbahnhof ist zentraler Punkt der Regiotram Kassel. Von hier fahren die aus dem Straßenbahnnetz kommenden Züge jeweils im Halbstundentakt nach Hofgeismar (Bahnstrecke Warburg-Kassel), Zierenberg (Bahnstrecke Volkmarsen–Vellmar-Obervellmar, einmal stündlich weiter bis Wolfhagen) und Melsungen. Eine weitere Regiotramlinie verkehrte im Stundentakt nach Treysa (Main-Weser-Bahn), sie wurde im Dezember 2015 durch Züge der Hessische Landesbahn ersetzt.
Ehemals führte auch der Personenverkehr der Bahnstrecke Kassel–Waldkappel und zeitweilig der Bahnstrecke Kassel–Naumburg in den Hauptbahnhof.

### Nahverkehr
Die Regionalbus- und Stadtbuslinien halten an verschiedenen Halteinseln um den Bahnhofsplatz. Die End- und Pausenhaltestelle für die Regionalbusse war für einige Jahre im Bereich der ehemaligen Wendeschleife an der Ottostraße/Grüner Weg. Dort befanden sich zuletzt die Straßenbahnendhaltestellen der Linien 4 und 8 nach Bettenhausen sowie der Ausgang des Tiefbahngleises, das ursprünglich durch die Linien 6 und 7 befahren wurde. Sowohl diese Endhaltestelle, die seit einigen Jahren den Namen Polizeipräsidium trägt, als auch die weitere Strecke bis Lutherplatz werden von Straßenbahnen nur noch bei Umleitungen bedient. Seit 2015 beginnen die Fahrten der Regionalbuslinie 32 an der nordwestlich des Hauptbahnhofes gelegenen Haltestelle Fraunhofer Institut; die Stadtbuslinie 17 und die Regionalbuslinie 37 folgten im Laufe des Jahres 2016. Die genannten Linien bedienen zudem die Haltestelle Hauptbahnhof Nord, welche sich unmittelbar am nördlichen Eingang des Hauptbahnhofes befindet. Seit Einführung des neuen Liniennetzes der KVG im März 2018 wird der bis dahin nur von den RegioTram-Linien bediente Tiefbahnhof am Wochenende auch von der Straßenbahnlinie 7 angefahren.
| Linie     | Verlauf | Takt                                           | Betreiber              | KBS | Bediente Strecke(n)                                                                   |
| --------- | --- | ---------------------------------------------- | ---------------------- | --- | ------------------------------------------------------------------------------------- |
| RT1       | Hofgeismar-Hümme – Hofgeismar – Grebenstein – Immenhausen – Espenau-Mönchehof – Vellmar-Obervellmar – Vellmar-Osterberg/EKZ – Kassel Jungfernkopf – Kassel-Harleshausen – Kassel-Kirchditmold – Kassel Hbf (tief) – Scheidemannplatz – Wilhelmsstraße/Stadtmuseum – Rathaus/Fünffensterstraße – Rathaus – Friedrichsplatz – Königsplatz – Am Stern – Holländischer Platz/Universität – Halitplatz – Hauptfriedhof – Wiener Straße – Holländische Straße Stand: Fahrplanwechsel Dezember 2021                                                                                           | 30 min (werktags) 60 min (sonn-/feiertags)     | RegioTram Gesellschaft | 435 | Harleshäuser Kurve, Bahnstrecke Kassel–Warburg                                        |
| RT4       | Wolfhagen – Altenhasungen – Oberelsungen – Zierenberg-Rosental – Zierenberg – Fürstenwald – Ahnatal-Weimar – Ahnatal-Heckershausen – Ahnatal-Casselbreite – Vellmar-Obervellmar – Vellmar-Osterberg/EKZ – Kassel Jungfernkopf – Kassel-Harleshausen – Kassel-Kirchditmold – Kassel Hbf (tief) – Scheidemannplatz – Wilhelmsstraße/Stadtmuseum – Rathaus/Fünffensterstraße – Rathaus – Friedrichsplatz – Königsplatz – Am Stern – Holländischer Platz/Universität – Halitplatz – Hauptfriedhof – Wiener Straße – Holländische Straße Stand: Fahrplanwechsel Dezember 2021               | 60 min 30 min (Zierenberg–Holl. Str. werktags) | RegioTram Gesellschaft | 612 | Harleshäuser Kurve, Bahnstrecke Volkmarsen–Vellmar-Obervellmar                        |
| RE5       | Kassel Hbf – Kassel-Wilhelmshöhe – Melsungen – Rotenburg an der Fulda – Bebra – Bad Hersfeld Stand: Fahrplanwechsel Dezember 2021 | 60 min (wochentags) 120 min (Wochenende)       | cantus                 | 610 | Main-Weser-Bahn, Bahnstrecke Bebra–Baunatal-Guntershausen, Bahnstrecke Bebra–Fulda    |
| RB5       | Kassel Hbf – Kassel-Wilhelmshöhe – Guxhagen – Melsungen – Malsfeld – Malsfeld-Beiseförth – Altmorschen – Heinebach – Rotenburg an der Fulda – Lispenhausen – Bebra – Ludwigsau-Friedlos – Bad Hersfeld – Haunetal-Neukirchen – Burghaun – Hünfeld – Fulda Stand: Fahrplanwechsel Dezember 2021 | 60 min                                         | cantus                 | 610 | Main-Weser-Bahn, Bahnstrecke Bebra–Baunatal-Guntershausen, Bahnstrecke Bebra–Fulda    |
| RT5       | Melsungen – Melsungen Bartenwetzerbrücke – Melsungen-Schwarzenberg – Melsungen-Röhrenfurth – Körle – Guxhagen – Baunatal-Guntershausen – Baunatal-Rengershausen – Kassel-Oberzwehren – Kassel-Wilhelmshöhe – Kassel Hbf (tief) – Scheidemannplatz – Wilhelmsstraße/Stadtmuseum – Rathaus/Fünffensterstraße – Am Weinberg – Heinrich-Heine-Straße/Universität – Auestadion Stand: Fahrplanwechsel Dezember 2023 | 30 min (werktags) 60 min (sonn-/feiertags)     | RegioTram Gesellschaft | 610 | Main-Weser-Bahn, Bahnstrecke Bebra–Baunatal-Guntershausen                             |
| RE30      | Main-Weser-Bahn: Frankfurt (Main) Hbf – (Frankfurt (Main) West –)* Friedberg (Hess) – (Bad Nauheim – Ostheim (b Butzbach) – Butzbach – Kirch Göns – Lang Göns – Großen Linden –)* Gießen – (Lollar – Friedelhausen – Fronhausen (Lahn) – Niederwalgern – Marburg Süd –)* Marburg (Lahn) – Kirchhain (Bz Kassel) – Stadtallendorf – Neustadt (Kr Marburg) – Treysa – Borken (Hess) – Wabern (Bz Kassel) – Kassel-Wilhelmshöhe – Kassel Hbf * nur einzelne Züge Stand: Fahrplanwechsel Dezember 2021                                                                                     | 120 min                                        | DB Regio Mitte         | 635 | Main-Weser-Bahn                                                                       |
| RB38      | Kassel Hbf – Kassel-Wilhelmshöhe – Kassel-Oberzwehren – Baunatal-Rengershausen – Baunatal-Guntershausen – Edermünde-Grifte – Felsberg-Wolfershausen – Felsberg-Altenbrunslar – Felsberg-Gensungen – Wabern (Bz Kassel) – Singlis – Borken (Hess) – Zimmersrode – Schlierbach (Kr Schwalm-Eder) – Treysa Stand: Fahrplanwechsel Dezember 2021 | einzelne Fahrten zur HVZ                       | DB Kurhessenbahn       | 635 | Main-Weser-Bahn                                                                       |
| RB39 RE39 | Kassel Hbf – Kassel-Wilhelmshöhe – (Kassel-Oberzwehren – Baunatal-Rengershausen – Baunatal-Guntershausen – Edermünde-Grifte – Felsberg-Wolfershausen – Felsberg-Altenbrunslar –) (nur RB39) Felsberg-Gensungen – Wabern (Bz Kassel) – Zennern – Fritzlar – Ungedanken – Mandern – Wega – Bad Wildungen Stand: Fahrplanwechsel Dezember 2024 | 60 min (wochentags) 120 min (Wochenende)       | DB Kurhessenbahn       | 621 | Main-Weser-Bahn, Bahnstrecke Wabern–Bad Wildungen                                     |
| RB83      | Göttingen – Friedland (Han) – Eichenberg – Witzenhausen Nord – Gertenbach – Hedemünden – Hann Münden – Speele – Fuldatal-Ihringshausen – Vellmar-Niedervellmar – Kassel Hbf (fährt im Abschnitt Göttingen – Eichenberg mit RB87 vereinigt) Stand: Fahrplanwechsel Dezember 2021 | 60 min                                         | cantus                 | 635 | Hannöversche Südbahn, Bahnstrecke Halle–Hann. Münden, Bahnstrecke Frankfurt–Göttingen |
| RE98      | Main-Sieg-Express: Kassel Hbf – Kassel-Wilhelmshöhe – Baunatal-Guntershausen – Edermünde-Grifte – Felsberg-Wolfershausen – Felsberg-Altenbrunslar – Felsberg-Gensungen – Wabern (Bz Kassel) – Singlis – Borken (Hess) – Zimmersrode – Schlierbach (Kr Schwalm-Eder) – Treysa – Schwalmstadt-Wiera – Neustadt (Kr Marburg) – Stadtallendorf – Kirchhain (Bz Kassel) – Marburg (Lahn) – Gießen – Friedberg (Hess) – Frankfurt (Main) West (einzelne Züge im Berufsverkehr) – Frankfurt (Main) Hbf Gießen – Frankfurt vereinigt mit RE 99 von Siegen Stand: Fahrplanwechsel Dezember 2021 | 120 min                                        | HLB Hessenbahn         | 635 | Main-Weser-Bahn                                                                       |

Siehe auch: Straßenbahn Kassel, RegioTram Kassel